# 81e division d'infanterie (France)
Pour les articles homonymes, voir 81e division.
La 81e division d'infanterie est une division d'infanterie de l'armée de terre française qui a participé à la Première Guerre mondiale.

## Création et différentes dénominations
- 8 avril 1917 : Constitution de la 81e division d’infanterie
- 10 janvier 1918 : Devient la 1re division de cavalerie à pied

## Les chefs de la81edivisiond'infanterie
- 8 avril 1917 - 6 janvier 1918 : Général Bajolle

## Première Guerre mondiale

### Composition
- Infanterie

262e régiment d’infanterie d’avril 1917 à janvier 1918
279e régiment d’infanterie d’avril 1917 à janvier 1918
308e régiment d’infanterie d’avril 1917 à janvier 1918
- Cavalerie

1 escadron du 3e régiment de spahis d’avril 1917 à janvier 1918
- Artillerie

3 groupes de 75 du 270e régiment d'artillerie de campagne d’avril 1917 à janvier 1918
122e batterie de 58 du 58e d'artillerie de campagne de juillet 1917 à janvier 1918
101e batterie de 58 du 270e régiment d'artillerie de campagne, janvier 1918

### Historique

#### 1917
- 8 avril – 11 mai : constitution au camp de Lassigny par transformation de la 81e DIT en DI active. À partir du 2 mai, mouvement, par Attichy, vers Soissons.
- 11 mai – 19 juin : occupation d'un secteur vers Quincy-Basse et la ferme le Bessy : le 16 mai, attaque allemande repoussée.
- 19 juin – 12 juillet : retrait du front ; repos et travaux vers Chavigny.
- 12 juillet – 15 août : occupation d'un secteur entre Quincy-Basse et le sud de Vauxaillon.
- 15 – 27 août : retrait du front et repos dans la région de Caillouël-Crépigny.
- 27 août 1917 – 9 janvier 1918 : occupation d'un secteur vers Urvillers et Moy.

#### 1918
- 10 janvier : dissolution, devient 1re D.C.P.

### Rattachement
- Affectation organique

avril 1917 : Isolée
juin 1917 : 37e Corps d’Armée
- 3e armée

8 avril – 4 mai 1917
17 août 1917 – 9 janvier 1918
- 6e armée

5 mai – 16 août 1917